# Anna Buturlina
Anna Vladimirovna Buturlina (ruso: Анна Владимировна Бутурлина, nacida el 31 de mayo de 1977) es una cantante de jazz y actriz de musical rusa.

## Carrera
Buturlina se graduó de la escuela de música que lleva el nombre de Serguéi Prokófiev en la disciplina de piano. Luego ingresó a la Escuela de Música Gnesin. En el tercer año de estudio en el departamento de dirección y coro, Buturlin comenzó a cantar jazz y después de graduarse de la escuela ingresó en la Escuela Estatal de Música Gnessin en el departamento de pop-jazz. A los 19 años, se convirtió en solista de una gran banda bajo la dirección de Anatoly Kroll.
Buturlina estuvo de gira con la "Banda de Ragtime de Moscú" de Dixieland y la gran banda RAM. Gnesinyh dirigido por Vladimir Andreev. El debut del cantante tuvo lugar en diciembre de 1996 con el conjunto Ivan Farmakovsky en el Festival de Otoño de Moscú. En 1998, la cooperación comenzó con el conjunto "JAZZ-ACCORD". Gnesinyh hizo la primera grabación de audio con el conjunto "Raznyye ludi", que incluyó el famoso estándar de jazz.
Buturlina ha grabado voces para películas y dibujos animados. El trabajo más emblemático en películas animadas ha sido con Disney, donde expresó a dos princesas: Tiana ("Tiana y el sapo") y Elsa ("Frozen" y "Frozen II"). Interpretó la versión rusa de la canción "Let It Go" de la película "Frozen" y del hijo "Into the Unknown" de la película "Frozen II".
El 9 de febrero de 2020, Anna y otras nueve mujeres se unieron a Idina Menzel y Aurora en el escenario durante la 92.ª edición de los Premios de la Academia, donde juntas interpretaron "Into the Unknown" en nueve idiomas diferentes: Maria Lucia Heiberg Rosenberg en danés, Willemijn Verkaik en alemán, Takako Matsu en japonés, Carmen Sarahí en español latinoamericano, Lisa Stokke en noruego, Kasia Łaska en polaco, Anna Buturlina en ruso, Gisela en español europeo y Gam Wichayanee en tailandés.

## Vida personal
Buturlina está casada y tiene dos hijas. Evdokia (n. 2006) y Antonina (n. 2016).

## Discografía

### Álbumes musicales
- "Black Coffee", 2002.
- “My Favorite Songs”, 2006.
- “Everything is jazz”, 2017.
- "Caution "music"",[7][8] 2017
- "The key to the kingdom",[9] 2017.

## Premios
- Galardonada en la VI competencia rusa de jóvenes intérpretes de jazz (Rostov del Don, 2000).
- Gran Premio de la competencia de vocalistas de jazz (Moscú, 2004).
- Galardonada en el Concurso Internacional de Jazz "Lady Summertime Jazz" (Finlandia, 2008).
- Ganador del Concurso Internacional de Jazz Vocal "Jazz Voices" (Lituania, 2010).